# Isn't It Romantic?
Isn't It Romantic? è un film del 1948 diretto da Norman Z. McLeod.
È una commedia statunitense con Veronica Lake, Mona Freeman e Mary Hatcher. È basato sul romanzo del 1946  Gather Ye Rosebuds di Jeannette Covert Nolan.

## Produzione
Il film, diretto da Norman Z. McLeod su una sceneggiatura di Richard L. Breen, Josef Mischel e Theodore Strauss e un soggetto di Jeannette C. Nolan, fu prodotto da Daniel Dare per la Paramount Pictures e girato nei Paramount Studios a Hollywood, Los Angeles, California, dal 23 febbraio agli inizi di aprile 1948. I titoli di lavorazione furono  Father's Day e  It's Always Spring.

## Colonna sonora
- Isn't It Romantic? - musica di Richard Rodgers, parole di Lorenz Hart
- I Shoulda Quit When I Was Ahead - scritta da Jay Livingston e Ray Evans, eseguita da Pearl Bailey
- Miss Julie July - scritta da Jay Livingston e Ray Evans, eseguita da Mary Hatcher, Mona Freeman, Veronica Lake, Billy De Wolfe e coro
- Indiana Dinner - scritta da Jay Livingston e Ray Evans, eseguita da Veronica Lake, Mona Freeman e Billy De Wolfe
- At the Nickolodeon - scritta da Jay Livingston e Ray Evans, eseguita da Veronica Lake, Mona Freeman e Billy De Wolfe

## Distribuzione
Il film fu distribuito negli Stati Uniti dal 6 ottobre 1948 al cinema dalla Paramount Pictures.
Altre distribuzioni:
- in Finlandia l'8 luglio 1949 (Isää huiputetaan)
- in Svezia il 30 maggio 1951 (Sång, musik och vackra flickor)
- in Brasile (Esperteza Romântica)

## Critica
Leonard Maltin nella sua Guida ai film (edizione 2009) lo recensisce con un semplice "No." (tradotto nell'edizione in italiano con "Niente da dire."). È considerata una delle più brevi recensioni cinematografiche secondo il Guinness dei primati.